# Conilurus penicillatus
Espèce
Synonymes
- Conilurus hemileucurus (Gould, 1858)[1]
- Conilurus melanura (Gray, 1844)[1]
- Conilurus melibius Thomas, 1921[1]
- Conilurus randi Tate & Archbold, 1938[1]

Statut de conservation UICN

 VU A2abce+3bce+4abce : Vulnérable
Conilurus penicillatus est une espèce de rongeurs de la famille des Muridés.

## Répartition et habitat
Elle est présente en Australie et en Papouasie-Nouvelle-Guinée. Elle vit principalement dans les zones boisées d'eucalyptus particulièrement les zones dominées par Eucalyptus miniata et/ou Eucalyptus tetrodonta. Elle a également été observée dans les zones côtières boisées de Casuarina equisetifolia.

## Liste des sous-espèces
Selon BioLib (27 juin 2019) :
- sous-espèce Conilurus penicillatus melibius Thomas, 1921
- sous-espèce Conilurus penicillatus penicillatus (Gould, 1842)